# Saint-Pierre-du-Chemin
Saint-Pierre-du-Chemin is een gemeente in het Franse departement Vendée (regio Pays de la Loire) en telt 1404 inwoners (1999). De plaats maakt deel uit van het arrondissement Fontenay-le-Comte.

## Geografie
De oppervlakte van Saint-Pierre-du-Chemin bedraagt 29,8 km², de bevolkingsdichtheid is 47,1 inwoners per km².
De onderstaande kaart toont de ligging van Saint-Pierre-du-Chemin met de belangrijkste infrastructuur en aangrenzende gemeenten.

## Demografie
Onderstaande figuur toont het verloop van het inwonertal (bron: INSEE-tellingen).

1. ↑  Populations de référence 2022.